# 1762 Russell
1762 Russell è un asteroide della fascia principale. Scoperto nel 1953, presenta un'orbita caratterizzata da un semiasse maggiore pari a 2,8756936 UA e da un'eccentricità di 0,0753090, inclinata di 2,27722° rispetto all'eclittica.
L'asteroide è dedicato a Henry Norris Russell, astronomo statunitense che sviluppò il Diagramma H-R indipendentemente da Ejnar Hertzsprung.